# 심은일
심은일은 대한민국의 요리 연구가이며 작가이다.

## 학력
- 부산해사고등학교

## 경력
- 외항선 근무
- 특급호텔, 중대형 식당 근무
- 스시웨이 운영
- 2020.05~2020.07 나주 전통향토음식 강사 양성 교육과정 수료
- 2020 나주 배 건강 초밥 특허 출원

## 수상
- 2016년 한국힐링챌린지국제요리경연대회 일반조리단체부문상
- 2016년 제13회 서울국제푸드그랑프리 라이브요리부문 대상
- 2022년 문학고을 신인문학상 수필부문

## 저서
- 셰프의 시크릿 (레시피를 연마하는 셰프의 삶을 살아라)
- 등단작가의 그림자와 희망